# ノルウェー連続テロ事件
ノルウェー連続テロ事件（ノルウェーれんぞくテロじけん）は、2011年7月22日に極右思想の白人男性のアンネシュ・ベーリング・ブレイビクがノルウェーの首都オスロにある政府中枢部、首相執務室も含む庁舎群で爆破テロを行い、庁舎を破壊し8名を殺害し、続いてウトヤ島で労働党の青年69名を銃で殺害した連続テロ事件である。

## 概要
2011年7月22日、オスロにおいて行政機関の庁舎 (Regjeringskvartalet) が爆破され、続いてウトヤ島で銃乱射事件が発生した。
庁舎爆破事件により8名、銃乱射事件により69名がそれぞれ死亡しており、両事件で77名が死亡し、319名が負傷した。ノルウェー国内において第二次世界大戦以降の最悪の惨事とされている。
実行犯は、ノルウェー防衛同盟に一時所属し重要な役割を担っており、イングランド防衛同盟の関係者と面会するなど、国内外の極右組織と関係があり、同人がノルウェー内外の極右運動と接点を有していたことから、極右運動によるテロとされている。ウトヤ島銃乱射事件での死者には王太子妃の義兄が含まれていた。

## 事件の経過

### 準備
2009年秋にブレイビクは爆弾製造のための爆薬や化学肥料の入手を目的として、詐欺などの違法な会社運営により入手した資金から鉱山会社と農場を購入し、ノルウェーのネオナチサイトから自動車爆弾の製造方法をやりとりするなどして、2011年5月に爆弾の材料として購入した6トンの肥料から、80日間をかけてアンホ爆薬を使用した爆弾を製造した。
ブレイビクはオスロ庁舎に続く第二の標的として、記者会見場やノルウェー労働党の本部を考えていたが、爆弾を1発までしか製造できないことに気付き、7月22日にグロ・ハーレム・ブルントラント前首相がウトヤ島に訪問予定であったため、2番目の標的として銃撃の準備を進めた。
ノルウェーでは余暇に行う狩猟や射撃のために銃を所持することは認められており、ブレイビクも認可のもと、拳銃と自動式ライフル銃を所持していた。
ブレイビクは2011年7月17日にTwitterに犯行決意を書き込み、2011年7月22日の犯行直前に1514ページの文書をウェブに公開した。自らテンプル騎士団を自称し、殉死作戦を書き連ねた。

### 庁舎爆破

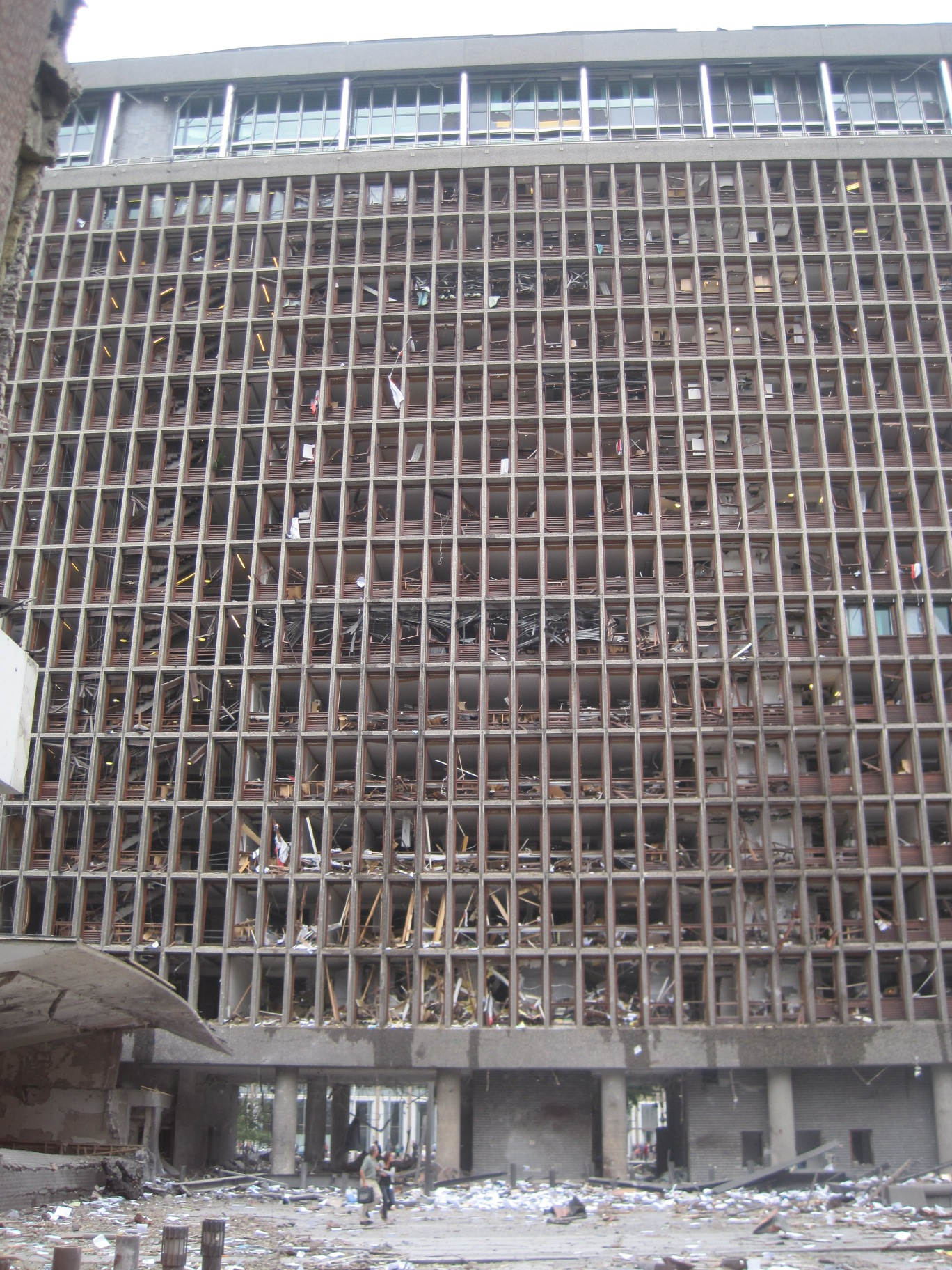
破壊された庁舎。

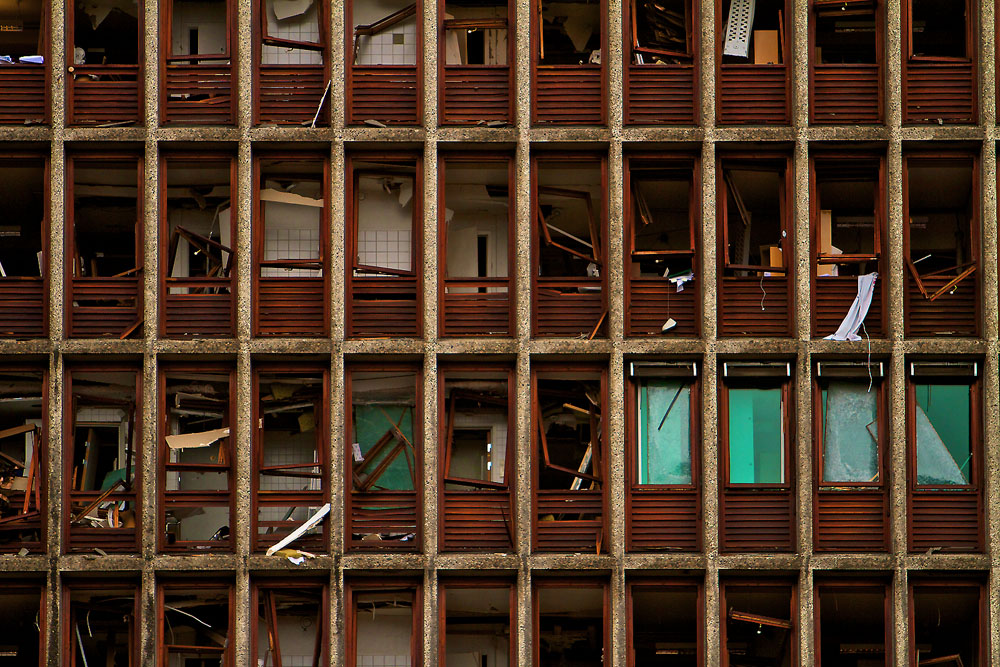
クローズアップ写真。

2011年7月22日午後3時30分頃、首都オスロの中心部にある17階建ての首相府および法務・警察省庁舎付近でブレイビクが仕掛けた爆弾が爆発した。建物最上階には首相府があったが、ストルテンベルグ首相は執務室におらず自宅にいたため無事だった。このほか石油・エネルギー省および貿易・産業省庁舎で火災が発生するなど、付近の建物が被害を受けた。
現場はノルウェーの行政機関の庁舎が建ち並ぶエリアであり、主要紙ヴェルデンス・ガング本社の近くでもあった。
爆発が起こったのは金曜日の午後であったが、バカンスシーズンであったため被害にあった建物への出勤者は少なかった。
事件直後に警察によって付近の道路が全て封鎖されたほか、市民に対しオスロ中心部からの避難を指示した。
ブレイビクが仕掛けた爆弾は車爆弾であるとみられ、爆弾の重さは約950キログラムと推定されている。なお、爆破は複数回起きたと報じられていた。
- 事件発生時のオスロ市中心部の遠景。立ち昇る煙。
- 爆破現場付近の地図。オレンジが大破した自動車があった場所つまり犯人がアンホ爆薬を積んだ車爆弾を爆発させた場所。赤が首相府および法務・警察省庁舎、青が石油・エネルギー省および貿易・産業省庁舎。
- ブレイビクが車爆弾に仕立てた車と同型の車。

### ウトヤ島銃乱射
オスロ近郊にあるウトヤ島ではノルウェー労働党青年部の集会が行われ、10代の青年約700名が参加していた。
政府庁舎爆破事件直後にブレイビクはタクシーでウトヤ島の近くまで行き、警察官の制服に着替えて警察官になりすまし、午後5時頃から銃を乱射した。
ブレイビクは確実に殺せるよう各人に2発ずつ撃ち込んで殺していった。島にいた青年たちの中には乱射から逃れるために島から泳いで脱出する者もいた。またウトヤ島で亡くなった69名の死因のうち、2名は銃撃を受けておらず、溺死によるものであった。
翌23日には同党党首であり、かつて同青年部の代表を務めたこともあるストルテンベルグ首相が現地入りすることが予定されていた。また殺害対象としていたグロ・ハーレム・ブルントラント前首相は乱射開始時には既にウトヤ島を去っていた。
銃乱射事件の直後にブレイビクが逮捕された。ブレイビクは、オスロ市内中心部を爆撃した後に誰にも止められることなく、ウトヤ島に到着できたことに驚いており、その間に射殺されると思っていたと弁護士に語った。

## 事件直後の誤った憶測
事件直後は、ノルウェーの政治中枢がテロの標的となった要因について、当初、犯人のブレイビクと同様の右翼的な考え、つまり文化圏の異なる人々を悪者と決めつけ妄想をたくましくする下記のような言説が流布した。
- ノルウェーはアフガニスタンにおける北大西洋条約機構の軍事活動に参加しており、アルカーイダから攻撃対象とされていた[17]。
- リビア内戦へ軍事介入していることによる、リビアの既存政権による報復攻撃[15][19]。
- 事件3日前の7月19日にノルウェー検察当局が閣僚経験者暗殺の計画を立てたとしてクルド系のイスラム組織創始者を在宅起訴したことに対する報復[17][19]。

なお事件直後にイスラム過激派のウェブサイト上にて事件への関与をほのめかすメッセージが公開されたが、直後に関与を否定している。

## 極右ネットワーク
ノルウェーの調査隊にとって最も重要な疑問は、ブレイビクに共犯者がいたかどうかであった。 現在テロ事件の運用計画または実行に関してブレイビクが支援を受けていたという証拠は見つかっていない上に、調査員はマニフェストに記載されているテンプル騎士団という組織がブレイビクの妄想ではないという根拠がないと述べているが、事件に至るまでの数年間、ブレイビクは彼の反イスラム主義の考えを共有する人々やグループとのコミュニケーションや同様の過激な政治的見解を持つ有罪判決を受けたテロリストと関係を持っていた。
警察はブレイビクの部屋から2つのパスポートを回収し、トルコ（1998年）、リトアニア（2002年4月）、コートジボワール（2002年4月）、マルタ（2004年4月）、エストニア（2004年4月）、クロアチア（2004年8月）、中国（2005年7月）、リトアニア（旅行日は不明）に渡航していたことが分かった。ノルウェーの警察は、ブレイビクと海外の不審人物との大規模な金銭取引があったことも確認している。
ブレイビクはマニフェストで、2002年にリベリアの「セルビアの戦争の英雄」のもとを訪れた後、その年の後半にロンドンで行われたとされるテンプル騎士団の会合に出席したと主張している。 ノルウェーの警察は、ブレイビクが2002年4月にリベリアで約1週間過ごしたことを確認した。ブレイビクが誰に会ったかは不明であるが、ミロラド・ウレメクではないかと憶測されている。
2009年にブレイビクが爆弾材料の肥料を手に入れるために購入した農場に2名のスウェーデン人がFacebookに会社を雇用主として登録していた。2名が実在の人物なのかは明らかになっていないが、Facebookにセルビアの準軍事組織のリーダーであるジェリコ・ラジュナトヴィッチに加えて、第二次世界大戦の戦犯やファシストへのリンクを持っていた。
2009年、ブレイビクはFacebookでイングランド防衛同盟（EDL）のメンバーとも連携を取っていた。ブレイビクは2010年にニューカッスルとウェストロンドンで行われたEDLの活動に参加したと言われている。
ブレイビクが、 Vjateslav Datsikを含むロシアのネオナチグループスラブ連合の代表と会ったという噂もあるが、この噂は、スラブ連合の元指導者であるDmitrij Demusjkinにしか確認されていない。
ブレイビクはまた、イスラムテロの脅威と戦うために特別作戦部隊で構成されたorder777と呼ばれる組織と関係があるとされている。この組織の重要人物には元ネオナチで有罪判決を受けたドイツ出身のテロリストのNick Greger、元ロイヤリストの準軍組織の戦闘員であり、北アイルランド出身の有罪判決を受けたテロリストの Johnny Adair 、イングランド防衛同盟の最初の創設者の1名として知られるイギリスのPaul Rayがいる。テンプル騎士団の図像と反ジハードのレトリックの使用に関して、order777とブレイビクの間には著しい類似点があった。さらに、セルビアの司令官ミロラド・ウレメクは、オーダー777がYouTubeに投稿したいくつかの動画に登場している。
一方で、Paul Rayはブレイビクから明確に距離を置いている。彼は当初、マニフェストに記されたブレイビクの「mentor」であり、テンプル騎士団の創設メンバーであるとメディアから非難されていた。Paul Rayは、ブレイビクが単に自分の考えをコピーしただけだと主張している。
ブレイビクは、webサイトで活動している反イスラム作家と関係があるとされ、重要人物として、フィヨルドマンが挙げられている。ブレイビクは、フィヨルドマンのエッセイをフィヨルドマンのマニファストにコピーし、ブレイビクを知的インスピレーションの主な源として言及している。フィヨルドマンは警察によって徹底的に調査されたが、フィヨルドマンがブレイビクのテロ計画について知っていたという証拠はなかった。フィヨルドマンは、ノルウェーのフォーラム Document.noでブレイビクに会い、後でいくつかの電子メールを交換していた。
このように、ブレイビクは多くヨーロッパ諸国の極右運動を範としていたが、その反応は直接的関与があったにもかかわらずそれを積極的に否定するなど一様にブレイビクに「冷淡」であった。

## 容疑者の起訴と裁判
ノルウェーの検察当局は、7月23日、反テロ法違反および計画殺人の罪でブレイビクを起訴した。7月25日、勾留延長について尋問するためオスロ地方裁判所に出廷。ノルウェーでは国民の知る権利のため原則裁判の審理は全て公開されるが、ブレイビクにより法廷で思想宣伝されるのではないかと市民から懸念が大きいこともあり審理は非公開になった。また、慣例である審理冒頭に行われるメディアによるブレイビク本人へのインタビューも行われなかった。ブレイビクは公開審理を要求していた。
ブレイビクは「イスラムによる乗っ取りから西欧を守るため」を動機として「反多文化主義革命」に火をつけることをあげ、「非道ではあるが必要なことだった」と主張して、無罪を主張した。また自分の組織にはあと2つの細胞があると共犯者の存在を示唆した。審理は約40分続き、警察が求めていた8週間の勾留延長の許可を認めた。8月13日にはウトヤ島にて現場検証が行われ、ブレイビクが犯行を再現している。
11月14日の審理でブレイビクは犯行を認めたものの、有罪にはならないと主張。11月29日にはブレイビクが統合失調症である鑑定結果が裁判所に提出され、裁判は行われない可能性が高まった。鑑定は2名の精神科医が、のべ36時間にわたり容疑者と面会を行い、容疑者は犯行時も現在も妄想の世界で生きていると判断され、責任能力がないと結論づけられた。この鑑定によってブレイビクが収監されず、精神病院で治療されるにとどまる可能性が大きくなったことを受け被害者の遺族が反発し、2012年1月に裁判所は再鑑定を命じた。鑑定が続く中、ブレイビクは3月7日にテロ及び殺人容疑で起訴され、4月16日に公判が開始されることとなった。公判ではブレイビクの精神状態が最大の争点となり、検察側はブレイビクを精神病療養施設へ強制収容するよう主張したが、ブレイビクは精神病ではないと主張し続けた。2012年8月23日、オスロ司法裁判所は禁錮最低10年、最長21年の判決を言い渡した。なお、禁錮刑が終わった後も被告の社会復帰が危険とみなされれば、刑期を無期限に延長することが可能である。
2022年、刑期が10年過ぎたことからノルウェーの法律に基づき仮釈放の申請が可能となった。同年1月18日からブレイビクを法廷に招いて審理が行われた。ノルウェーの裁判所は2月1日に受刑者の仮釈放申請を却下した。

## 警察への批判
ノルウェーの地元警察はウトヤ島での事件の通報後、現地到着に約1時間を要したことについて批判を浴びた。警察はこのことについて準備する間がなかったとしている。そしてオスロ警察の特殊部隊の出動要請をし、それを待っていた事や当時島の状況を把握できなかったと述べた。一方、オスロ警察は近郊の他町からもってきたボートで島に上陸しブレイビクを逮捕した。移送に合うボートがなかなか見つからなかったり上陸に使用したボートは小さくて装備も人も多かったため定員超過していたがそのまま使用し、状態もよくなかった。このほか、特殊部隊移送には警察ヘリが適しているがそのヘリには飛行時間の制限がありその1機しか所有していなかった。NRKテレビは警察到着までに自社ヘリが島上空におり、逮捕前のブレイビクを撮影している。警察の初動が迅速であれば結果が変わったのではないかとする報道についてノルウェーの警察幹部は、「公平ではない」とした。初動に問題が無かったか調査するとしたものの、初動は満足しているとした。
裁判と並行して独立検証委員会による事件調査が行われ、2012年8月には事件の防止は可能であったと報告した。警察の対応を批判し、これを受け警察トップが辞任する事態に発展した。

## 人々の反応
2011年7月26日夕方、オスロにて事件の追悼集会が開かれた。参加者は少なくとも10万名。ノルウェーのイェンス・ストルテンベルグ首相やホーコン王太子も参加した。
- 事件後のオスロ大聖堂付近。捧げられた花々。
- 捧げられた花々とキャンドル。

テロ事件発生により、ノルウェー・クローネはUSドルに対して下落した。また、リスク分散のため金先物市場で金が買われた。

## 国際社会の声明
- 国際連合 - 潘基文事務総長は暴力行為を非難し、「ノルウェー国民と結束する」とした声明を発表した[66]。
- 欧州連合 - ヘルマン・ファン・ロンパウ欧州理事会議長は「卑劣なテロだ」と批判し、ジョゼ・マヌエル・ドゥラン・バローゾ欧州委員会委員長もノルウェーの支持を表明した[67]。
- 日本 - 菅直人首相は「犠牲となられた方々とその御遺族に心からお悔やみを申し上げます。また、負傷された方々の一日も早い御回復を祈念します」、「無辜の人々を犠牲にする暴力行為はいかなる理由によっても許されないことであります」、「ストルテンベルグ首相、ノルウェー政府そしてノルウェー国民に対して連帯の意を表すつもりであります」との声明を発表した[68]。松本剛明外相は暴力行為を否定し、事件を非難する声明を発表した[69]。
- 中国 - 馬朝旭外務省報道官は、ノルウェーにおけるテロリズム行為への非難声明を発表した[70]。
- アメリカ合衆国 - バラク・オバマ大統領は、ノルウェーに対する支援を表明した[71]。
- フランス - ニコラ・サルコジ大統領はノルウェー首相府に『憎むべき許しがたい行動』と認めた書簡を発して、今回の事件を非難した[72]。
- ドイツ - アンゲラ・メルケル連邦首相は「厳しく非難すべきテロである」、「本事件の遺族らに哀悼と連帯の意を表する」とした緊急声明を発した[73]。